# 穿紫河街道
城西街道，是中华人民共和国湖南省常德市武陵区下辖的一个乡镇级行政单位。

## 行政区划
城西街道下辖以下地区：
新村社区、光明巷社区、贾家湖社区、新光社区、朝阳路社区、滨湖社区、长胜桥社区、西园社区、穿紫河社区、鸿升社区和夏家垱社区。